# 第一索菲伊夫卡 (杜布諾區)
50°17′28″N 25°34′47″E / 50.29111°N 25.57972°E
第一索菲伊夫卡（烏克蘭語：Софіївка Перша），是烏克蘭西北部羅夫諾州杜布諾區韦尔巴市镇内的村落。面積0.04平方公里，海拔高度227米，2001年人口292，人口密度每平方公里7,891.9人。